# John Sinclair (poeta)
John Sinclair (Flint, 2 ottobre 1941 – Detroit, 2 aprile 2024) è stato un poeta, attivista e cantante statunitense.

## Biografia
Nato nel 1941 a Flint, nel Michigan, Sinclair studiò all'Albion College e all'Università del Michigan per poi laurearsi nel 1964. Durante l'anno seguente fondò il giornale Fifth Estate mentre, durante tutta la seconda metà degli anni sessanta, diventò manager del gruppo musicale MC5. Nel 1967 fondò l'Ann Arbor Sun con la moglie Leni Sinclair e l'artista Gary Grimshaw. Nel 1968 co-fondò le Pantere Bianche, movimento di estrema sinistra la cui ideologia riprese le mosse di quella delle Pantere Nere. Nel 1969 fu arrestato per possesso di marijuana e condannato a quasi dieci anni di carcere, ma venne rilasciato su cauzione nel 1971. Dagli anni novanta Sinclair pubblicò album di poesia jazz come solista e assieme alla sua band Blues Scholars. Trasferitosi ad Amsterdam, Sinclair fondò l'organizzazione non-profit John Sinclair Foundation.

## Opere letterarie
- Meditations: A Suite for John Coltrane, 1967
- Guitar Army, 1972
- Fattening frogs for snakes: Delta sound suite, 2002

## Discografia parziale

### John Sinclair & His Blues Scholars
- Thelonious: A Book of Monk (1996)
- Underground Issues (2000)
- It's All Good (2005)
- No Money Down: Greatest Hits, Volume 1 (2005)
- Fattening Frogs For Snakes, Volume Two: Country Blues (2005)
- Guitar Army (2007)
- It's All Good: A John Sinclair Reader (2010)
- Song of Praise — Homage to John Coltrane (2011)
- Beatnik Youth (2012)
- Conspiracy Theory (2012)
- Viperism (2012)
- Fattening Frogs For Snakes, Volume Four: Natural From Our Hearts
- Mohawk (2014)
- Beatnik Youth Ambient (2017)
- Mobile Homeland (2017)
- Beatnik Youth (2017)

### John Sinclair & Ed Moss with The Society Jazz Orchestra
- If I Could Be With You (1996)

### John Sinclair & His Boston Blues Scholars
- Steady Rollin' Man Live (2001)
- Fattening Frogs For Snakes, Volume One: The Delta Sound (2002)
- KnockOut (2002)

### John Sinclair & Monster Island
- PeyoteMind (2002)

### John Sinclair & Mark Ritsema
- Criss Cross (2005)

### John Sinclair & Pinkeye
- Tearing Down the Shrine of Truth & Beauty (2008)

### John Sinclair & His Motor City Blues Scholars
- Detroit Life (2008)

### John Sinclair & Planet D Nonet
- Viper Madness (2010)

### John Sinclair & His International Blues Scholars
- Let's Go Get 'Em (2011)

### John Sinclair & Hollow Bones
- Honoring The Local Gods (2011)